# ブランドなんか、いらない

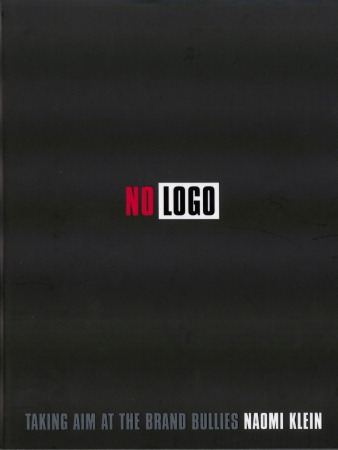
No Logo: Taking Aim at the Brand Bullies.

『ブランドなんか、いらない』(No Logo: Taking Aim at the Brand Bullies)とは、カナダのジャーナリスト ナオミ・クラインが1999年に発表した著作である。

## 概要
20世紀末の国際社会において経済的および政治的な結びつきがいっそう強化されていくグローバリゼーションが進行する一方で、同時にこのような世界情勢に対して抵抗を試みる反グローバリゼーション運動が発生していた。例えば1999年11月にはシアトルで開催された世界貿易機関（WTO）の会合に対して、世界各地から参集した環境保護や労働運動など多様なNGO団体による抗議活動が展開された。クラインは在学中からこの問題について調査を始め、卒業後には海外での取材にも乗り出し、企業の権力や労働問題をめぐる政治対立の顕在化およびその問題点に迫った。このような調査の上で彼女は本書を発表し、フランス語版がカナダ、アメリカ、イギリスで出版された後に世界29ヶ国語に翻訳されて世界的に普及していった。日本語版も2001年に翻訳出版されている。本書の内容は第1部奪われた公共空間(No space)、第2部奪われた選択肢(No choice)、第3部奪われた仕事(No jobs)、第4部そして反撃は始まった(No logo)、の4部から構成されている。
この著作では基本的に経済的なグローバリゼーションを背景としながら成長している多国籍企業での労働の実態を描き出している。そして、そのような国際的に有名なブランドを保持して影響力を行使している企業に対する活動家の反企業運動を記述する。クラインの意図とは、世界を超えて広がりつつある経済システムと企業の権力について分析を加えることによって、新しい市民運動の可能性を示すことにあった。クラインの説明によれば、19世紀後半にブランドが成立してから企業は自社のブランドを計画的に形成しながら都市、音楽、スポーツ、学校、社会運動などに展開させ、自社の知名度と影響力を国際的に拡大し続けてきた。こうして台頭したブランドは結果として人々が公共空間と選択肢を明け渡すように仕向けていると指摘されている。クラインが特に強調しているのはこのブランドによってもたらされる失業や労働の問題である。彼女は商品を海外で生産して輸入する方法を採っているナイキを代表的な事例として挙げながら、企業が自由貿易を活用しながら世界各地で労働力を使い捨てていると主張する。このような情勢の中で、反企業運動や反グローバリゼーション運動の活動家によって採用されている戦略は企業のブランドの価値を破壊する戦略である。実際に、ナイキ、シェル、マクドナルドに対するブランド攻撃は企業の方針を変更させるに至った。このような戦略を通じて、世界的に結びつきを強めながら、多国籍企業の権力を規制し、弱める国際的な市民運動が成長しつつあるものと論じられている。

## 文献情報
- No Logo: Taking Aim at the Brand Bullies, (A. A. Knopf Canada, 2000).
  - 松島聖子訳『ブランドなんか、いらない――搾取で巨大化する大企業の非情』はまの出版、2001年、大月書店、新版2009年